# The Beatles' 1965 USA Tour
The Beatles inició su segunda gira por los Estados Unidos (con una fecha en Canadá) a fines del verano de 1965. En la cima de la Beatlemania americana, desarrollan sus conciertos en una mezcla de estadios al aire libre y arenas cerradas, con dos históricas paradas de esta aventura.

## The Shea Stadium
El concierto del Shea Stadium, el 15 de agosto, es sin duda uno de los más famosos de la época. Fue el primer concierto que se realizaba en un estadio al aire libre y estableció records en asistencia y recaudación —- el promotor Sid Bernstein dijo: "Más de 55.000 personas vieron a ver a Los Beatles en el Shea Stadium. Ganamos 304,000 dólares, la mayor en cifras brutas nunca antes vistas en la historia de las empresas de espectáculo" —-que demuestra que los conciertos al aire libre en gran escala podrían tener éxito y ser rentables. 
Los Beatles fueron transportados desde el techo de la Feria Mundial por un helicóptero Boeing Vertol 107-II de New York Airways, para luego tomar un camión blindado de Wells Fargo a la cancha. En estadio había 2000 personas encargadas de seguridad para controlar la multitud.
La "Beatlemanía" vivió uno de sus puntos más altos en este concierto. Muchas adolescentes y mujeres fueron vistas llorando, gritando, e incluso desmayadas. El sonido era tan ensordecedor que ninguno de los Beatles (o cualquier otra persona) podían escuchar. Ni los amplificadores Vox de 100 watts diseñados especialmente para esta gira estaban lo suficientemente fuertes o cerca, así que utilizaron sistemas de amplificación caseros para la ocasión. John Lennon describió el ruido como "salvaje" y también dos veces más ensordecedor que cualquier otro show que los Beatles habían realizado. A pesar de su experiencia, esta fue una situación muy complicada para los Beatles, ya que el no oírse uno al otro y sin saber qué tipo de sonido se estaba produciendo los limitó. En un momento dado, John Lennon vio en este show una situación tan ridícula que sólo comenzó a tocar el teclado con los codos mientras que el grupo entero se rio histéricamente. Los shows fueron extremadamente cortos, principalmente por razones de seguridad.
Un documental filmado con 12 cámaras separadas fue creado por Brian Epstein y Ed Sullivan, cuyo nombre era The Beatles at Shea Stadium. Esto ayudó a describir la gran dimensión que alcanzaba la "Beatlemania" en América.
En mayo de 2007, apareció un video pirata por internet sin los gritos de la audiencia. La fuente de esta descarga es una grabación original de la línea de alimentación interna del Shea, ofreciendo un fascinante minuto a minuto del documento completo del concierto, incluyendo a los conjuntos teloneros King Curtis, Cannibal & the Headhunters, Brenda Holloway y Sounds Incorporated, además de un CD doble pirata acompañado de un pequeño libro de 12 páginas, "Sid Bernstein Presents The Beatles and the Great Concert at Shea!" fue lanzado por un sello identificado como His Master's Choice.

## The Hollywood Bowl shows
Dos fueron los shows que realizaron en el Hollywood Bowl de Los Ángeles. El segundo show, del 30 de agosto fue uno de los mejores de la banda y proporcionó material para el lanzamiento oficial del álbum en vivo de 1977 The Beatles at the Hollywood Bowl.

## Set list
Esta fue la lista de canciones del tour (con los nombres de los cantantes principales):
1. "Twist and Shout" (John)
2. "She's a Woman" (Paul)
3. "I Feel Fine" (John)
4. "Dizzy Miss Lizzy" (John)
5. "Ticket to Ride" (John y Paul)
6. "Everybody's Trying to Be My Baby" (George)
7. "Can't Buy Me Love" (Paul)
8. "Baby's in Black" (John y Paul)
9. "Act Naturally" o "I Wanna Be Your Man" (Ringo)
10. "A Hard Day's Night" (John y Paul)
11. "Help!" (John)
12. "I'm Down" (Paul)

## Fechas
| Fecha                | Ciudad        | País           | Recinto              |
| -------------------- | ------------- | -------------- | -------------------- |
| 15 de agosto de 1965 | Nueva York    | Estados Unidos | Shea Stadium         |
| 17 de agosto de 1965 | Toronto       | Canadá         | Maple Leaf Gardens   |
| 18 de agosto de 1965 | Atlanta       | Estados Unidos | Atlanta Stadium      |
| 19 de agosto de 1965 | Houston       | Estados Unidos | Sam Houston Coliseum |
| 20 de agosto de 1965 | Chicago       | Estados Unidos | Comiskey Park        |
| 21 de agosto de 1965 | Minnesota     | Estados Unidos | Metropolitan Stadium |
| 22 de agosto de 1965 | Portland      | Estados Unidos | Memorial Coliseum    |
| 28 de agosto de 1965 | San Diego     | Estados Unidos | Balboa Stadium       |
| 29 de agosto de 1965 | Los Ángeles   | Estados Unidos | Hollywood Bowl       |
| 30 de agosto de 1965 | Los Ángeles   | Estados Unidos | Hollywood Bowl       |
| 31 de agosto de 1965 | San Francisco | Estados Unidos | Cow Palace           |

## Instrumentos y equipos
Los Beatles tenían muchos instrumentos para la gira, se muestran aquí por cada miembro del grupo.
John
- Rickenbacker 325c64
- Gibson J-160 E (backup)
- Vox Continental

Paul
- Höfner 500/1 63'
- Höfner 500/1 61' (backup)

George
- Grestch Tennessean
- Rickenbacker 360/12
- Gretsch Country Gentleman (backup)

Ringo
- Ludwig Super Classic Oyster Black Pearl

### Amplificación
- Vox AC-100 (guitarra)
- Vox AC-100 (bajo)